# Паланка

Паланковий устрій Вольностей
Війська Запорозького Низового (1734—1775 рр.)

Пала́нка — адміністративно-територіальна одиниця у період існування Нової Січі (1734–1775 роки), у центрі якої була власне паланка — слобода з невеликим укріпленням і козацькою залогою.

## Етимологія
Етимологічний словник української мови надає таке пояснення, що слово паланка запозичене з італійської мови (італ. palanca («військове укріплення у вигляді частоколу; стовп, велика жердина»), походить від лат. phalanx «фаланга (загін війська в зімкнутому строю)», а це — від грец. φάλαγξ «фаланга; бойовий порядок важкоозброєної піхоти; військовий табір», до якого зводиться укр. фаланга.
Натомість у навчальному посібнику «Топоніміка» 2016 року, надано таке пояснення, що слово паланка запозичене з грецької мови та означає «стовбур дерева», «колода», «жердина».

## Історія
Виникнення паланок було зумовлене збільшенням населення на Запоріжжі й ускладненням, у зв'язку з цим, функцій управління та суду.
Відомий історик Аполлон Скальковський стверджував у середині XIX сторіччя, що до 1656 року Запорожжя вже ділилося на 5 паланок, серед яких була й Кодацька.

### Ранній паланковий розподіл за Скальковським
Існувало з 1634 року п'ять основних пунктів (митниць) на кордонах Запорізької Січі. У зв'язку з цими п'ятьма пунктами внутрішній адміністративно-територіальний поділ Запоріжжя поділявся на 5 паланок. Кожна територіальна одиниця мала укріплений форт-паланку, де мешкав полковник з полковницькою старшиною.
Кожна паланка мала полковника (паланкового), осавула, писаря, 3 пани і 3 підпанки. Кожний полковник мав ознаку влади — пірнач, який носив завжди за поясом, корогву малу (значок), яку носив в час урочистостей перед ним хоружий, і також печатку.
З самого початку було 5 паланок:
1. У Переволочній, від кордону з Гетьманщиною.
2. У Бахмуті, а пізніше з 1730 в фортеці Козлові, на кордоні з слобідськими полками (Слобідською Україною).
3. У Домасі на річці Кальміус, від сторони Донських козаків.
4. При Микитином перевозі (Перевозці), тобто на р. Бог навпроти Очакова на кордоні з Кримом (Туреччиною).
5. У Гарді, від сторони Речі Посполитої.
6. З 1675 в Перегнойцях.

### Загальний перелік усіх паланок, що існували в різні часи
1. Барвінківська паланка
2. Кальміуська паланка
3. Орільська паланка
4. Прогноївська паланка
5. Протовчанська паланка
6. Самарська паланка
7. Яланецька паланка
8. Бугогардівська паланка
9. Інгульська паланка
10. Кодацька паланка
11. Перевізька паланка

### Період Нової Січі
Повністю система паланок сформувалась у період існування Нової Січі в 1734–1775 роках.
У 1734–1766 роках всіх паланок у Запоріжжі було п'ять. На правому березі Дніпра — Бугогардівська, Перевізька, або ж Інгульська та Кодацька, на лівому — Самарська й Кальміуська. Дві з них: Кодацька і Самарська — були придатні для заселення сімейними козаками.
З 1766 року через стрімке зростання населення додані ще 6 паланок:
- з Самарської паланки на лівому березі виділено ще три — Протовчанська, Орільська та Личківська[3];
- Прогноївська — початок якої було покладено ще 1735 року, коли у «Прогноях, тобто біля солоних озер, на Кінбурнському півострові, було засновано шостий пост для захисту людей із Запоріжжя й України, що приходили туди по сіль або для рибальства на лиман»;
- Барвенківська паланка[3];
- Комисарівська паланка[3] з центром у Комисарівці.

Центром територіальної одиниці була паланка-фортеця. На чолі паланки стояв полковник, який зосереджував у своїх руках всю військову, адміністративну, судову і фінансову владу. Полковнику підпорядковувалась адміністрація паланки — писар, отамани слобід тощо.
Некозацьке населення, яке мешкало на теренах паланок підлягало владі паланкової старшини. Паланкова старшина призначалась військовою старшиною — Кошем Запорізької Січі.
Наприкінці свого існування Запорізька Січ мала 8 таких паланок:
1. Кодацька паланка (межі були від Микитиного перевозу до Крилова і завширшки до річки Тясмин і Віси).
2. Самарська паланка (лежала по обидві сторони річки Самара, була найбагатшою частиною Запоріжжя і мала найкращі зимівники старшини й козаків).
3. Орельська паланка (за Протовчанською паланкою, межі були від річки Орел до річки Самара).
4. Протовчанська паланка (від Дніпра, межі її були від річки Орел до річки Самара).
5. Інгульська паланка (від ставки Інгул у міжріччі Інгула та Кам'янки, нині в межах с. Інгуло-Кам'янки), а згодом Перевізька паланка (наз. від Перевозу на р. Інгулець).
6. Прогноївська паланка (названа так від урочища, що розташоване на Кінбурському півострові), паланка слідкувала за Очаківською та Кримською ордою, крім того охороняла чумаків, що йшли сюди по сіль і мала свої переправи через р. Буг та р. Дніпро.
7. Кальміуська паланка (обороняла тих, що ходили по сіль до Бердянського острова та ловлю риби до Азовського моря; слідкувала за пересуванням Ногайської та Кубанської орди та доносила кошовому), мала кордон з Донськими козаками.
8. Бугогардівська паланка (лежала в урочищі Запорізький Гард, неподалік від села Богданівка (на початку Січі місце було заселене козаками і було найважливішим пунктом на кордоні з Річчю Посполитою (займала межі від р. Інгулець і гирла р. Мертві води вверх до Гарду і від Гарду в керунку р. Сині води до прикордонного міста Торговиця. Гард був розташований на кордоні, туди запорожців відправляли на літо ловити рибу та стерегти кордони, на зиму вони поверталися до найближчих зимівників у Великий і Малий Інгул (Інгулець).